# Lehtosaari (ö i Norra Savolax, Kuopio, lat 62,88, long 28,13)
Lehtosaari är en ö i Finland. Den ligger i sjön Riistavesi och i kommunen Kuopio i den ekonomiska regionen  Kuopio ekonomiska region  och landskapet Norra Savolax, i den centrala delen av landet, 300 km nordost om huvudstaden Helsingfors. Öns area är 6 hektar och dess största längd är 390 meter i nord-sydlig riktning.